# Exorista norrisi
Exorista norrisi är en tvåvingeart som beskrevs av Cantrell 1985. Exorista norrisi ingår i släktet Exorista och familjen parasitflugor.
Artens utbredningsområde är Northern Territory, Australien. Inga underarter finns listade i Catalogue of Life.